# Bertrand de Toulouse
Pour les articles homonymes, voir Bertrand II.
Bertrand de Toulouse (dit parfois aussi Bertrand de Tripoli), né vers 1065 et mort le 21 avril 1112, est un comte de Toulouse, de Rouergue, d’Albi et du Quercy, marquis de Gothie et de Provence et duc de Narbonne de 1096 à 1108, et comte de Tripoli de 1109 à 1112. Il est fils de Raymond de Saint Gilles.

## Naissance
La légitimité de Bertrand a été mise en doute, mais ne semble pas assurée. En fait, les parents de Bertrand, Raymond de Saint-Gilles et la fille du comte de Provence, sont apparentés et le mariage, bien que célébré, est nul selon le droit canon. Seulement le décret du pape Grégoire VII, qui interdit les unions consanguines, est postérieur au premier mariage de Raymond de Saint-Gilles. Il est donc simplement issu d’une union non reconnue par l’église. De plus, les partisans de Guillaume IX d'Aquitaine le qualifient de bâtard, voulant ainsi l’écarter du comté de Toulouse.

## Biographie
Son père part en croisade en 1096, en lui confiant ses possessions, dont le comté de Toulouse. Selon un chroniqueur anglais, Bertrand ressemble en caractère à son père. Mais le fils, s’il peut s’emporter comme son père, ne sait pas feindre la modération quand il le faut. Dès 1098, il commet sa première erreur, en s'en prenant aux privilèges des chanoines de Saint-Sernin. Les chanoines refusent d’y renoncer, et Bertrand décide de recourir à la force et incendia les bâtiments du chapitre. Raymond de Saint-Gilles étant alors loin à proximité d’Antioche, les chanoines appelèrent à leur aide un seigneur local susceptible de faire valoir ses droits, Guillaume IX, duc d'Aquitaine, marié à Philippe de Toulouse, fille du comte Guillaume IV, le frère et prédécesseur de Raymond de Saint-Gilles. Guillaume d’Aquitaine ne se prive pas de faire valoir ses droits, arguant que le testament du comte Pons de Toulouse avait bien été respecté, mais que, maintenant que Raymond de Saint-Gilles avait quitté ses domaines pour l’Orient, le comté de Toulouse revenait à sa femme Philippe.
Il prend aussitôt la tête de ses troupes et envahit le comté de Toulouse, sans que Bertrand ne lui oppose de forces. À partir de 1098, c’est Guillaume d’Aquitaine qui agit en maître à Toulouse, signant la plupart des chartes, et ceci jusqu’en 1101, date à laquelle il part lui-même en croisade.
Bertrand peut recouvrer ses États, peut être en payant une forte somme à Guillaume qui doit financer son voyage. De toute manière, même si Guillaume d’Aquitaine tenait Toulouse, il était mal accepté dans le comté de Toulouse et Bertrand, même s’il ne pouvait s’opposer militairement au duc d’Aquitaine, avait organisé une résistance.
De 1101 à 1108, il administre ses états favorisant le commerce et le développement économique dans un domaine pacifié : les vassaux les plus remuants sont encore en Terre sainte. Durant cette époque, il est cependant en lutte avec le pape Pascal II à propos de l'abbaye de Saint-Gilles. En 1105, son père meurt devant Tripoli assiégé, léguant tous ses biens occitans à son jeune fils Alphonse Jourdain et le comté de Tripoli à Bertrand. Elvire et Alphonse reviennent de Terre sainte au cours de l’été 1108. Cette même année, après avoir remis le comté de Toulouse et ses dépendances à Alphonse et à son tuteur, Bertrand part à son tour en Orient.
Comme son père, il a soigneusement préparé son départ. Un millier de soldats, ainsi que sa femme Hélène et son fils Pons l’accompagne, qui s’embarquent sur une flotte de quarante galères. Pour obtenir ces navires des Génois, il leur a accordé des exemptions d’impôts, ce qui favorise plus tard le commerce dans le Languedoc. Après une halte à Byzance, où il prête un serment similaire à celui de son père, il se rend à Antioche pour se faire remettre par Tancrède de Hauteville la citadelle d’Antioche, que son père possédait. Tancrède accepte, mais en échange de l’aide de Bertrand pour le siège d’une ville voisine. Or cette ville est byzantine, et Bertrand refuse, pour ne pas rompre son serment. Il quitte alors Antioche pour Tortose, qu’il atteint en mars 1109, et réclame le comté de Tripoli à Guillaume de Cerdagne. Celui-ci refuse, disant le tenir de Raymond de Saint-Gilles et annonce qu’il le défendra contre Bertrand. Disposant d’effectifs réduits et ne pouvant faire face à l’escadre qui débarque, Guillaume appelle Tancrède à son aide. Plutôt que causer un conflit qui risque d’affaiblir les Croisés, Bertrand demande alors l’arbitrage de Baudouin Ier, roi de Jérusalem.

Estampe de Bertrand, comte de Toulouse qui réduit sous son obéissance la Ville de Tripoli, réalisée par Franz Ertinger, selon un modèle de Raymond Lafage.

En attendant la venue du roi, Bertrand attaque le port de Giblet par terre tandis que son escadre l’investit par mer : la ville est prise en un clin d’œil et cette opération éclair impressionne aussi bien alliés qu’ennemis. Baudouin, Tancrède et leurs armées respectives arrivent devant Tripoli, et cette concentration de soldats permet la prise (et le pillage) de la ville. Bertrand est reconnu comme comte de Tripoli par le roi, tandis que Guillaume reçoit Tortose et Arqah. Mais ce dernier reste un danger pour Bertrand, car il a dû accepter de se reconnaître vassal du prince d’Antioche, ce qui, en raison de l’animosité de ce dernier, représente une menace. Mais Guillaume meurt peu après assassiné et ses places fortes reviennent à Bertrand.
En février 1110, l’armée de Baudouin et la flotte de Bertrand prennent Beyrouth, puis une croisade menée par le prince Sigurd de Norvège permet la prise de Sidon quelques mois plus tard. C’est alors que les seldjoukides attaquent Antioche, mais Baudouin et Bertrand se portent au secours de Tancrède. Après la victoire, Bertrand soutient les droits de l’empereur Alexis Ier Comnène sur la ville, s’opposant à Baudouin qui la préfère aux mains d’un prince franc. Bertrand meurt peu après, le 21 avril 1112.

## Mariage et enfants
Il épousa en juin 1095 Hélène de Bourgogne (v.1080 - 1141), fille d'Eudes Borrel, duc de Bourgogne, et de Sibylle de Bourgogne, qui donne naissance à :
- Pons (v. 1096 - 1137), comte de Tripoli.

Veuve, Hélène se remarie à Guillaume Ier Talvas, comte de Ponthieu.